# Wales (Maine)
Wales – miasto w Stanach Zjednoczonych, w hrabstwie Androscoggin, w stanie Maine. Według spisu powszechnego z 2010 roku, populacja miasta wynosiła 1616 mieszkańców.